# Cerkev Marijinega vnebovzetja v Vladimirju
Cerkev Marijinega vnebovzetja v Vladimirju (rusko Собор Успения Пресвятой Богородицы, Sobor Uspenija Presvjatoj Bogorodicy) je bila matična cerkev srednjeveške Rusije v 13. in 14. stoletju. Je del svetovne dediščine, Beli spomeniki Vladimirja in Suzdala.
Cerkev je dal zgraditi Andrej Pobožni v svoji prestolnici Vladimir in jo posvetil Vnebovzetju Teotokos (Marija Božja mati), ki jo je promoviral kot zavetnico svojih dežel. Prvotno postavljena med letoma 1158 in 1160 je bila cerkev s šestimi slopi in petimi kupolami razširjena med letoma 1185 in 1189, da bi odražala povečan ugled Vladimirja. S 1178 m² je več sto let ostala največja ruska cerkev.
V kripti te cerkve so bili pokopani Andrej Pobožni, Vsevolod III. Jurijevič in drugi vladarji Vladimiro-Suzdalske kneževine. Za razliko od mnogih drugih cerkva je ta preživela veliko opustošenje in požar Vladimirja leta 1239, ko so mongolske horde Batu kana zavzele prestolnico.
Zunanje stene cerkve so prekrite z dovršenimi rezbarijami. Notranjost je bila poslikana v 12. stoletju, nato pa sta jo leta 1408 preslikala Andrej Rubljov in Daniil Černi. Cerkev Marijinega vnebovzetja je služila kot model Aristotelu Fioravantiju, ko je v letih 1475 do 1479 načrtoval istoimensko cerkev v Moskovskem kremlju. Visok zvonik, ki združuje pristne ruske, gotske in neoklasicistične vplive, je bil postavljen v okoli leta 1810.

## Relikvije
- Relikvije svetih plemenitih knezov Andreja Bogoljubskega, Gleba Vladimirskega, Georgija Vsevolodoviča.
- Delček relikvij svetega plemenitega kneza Aleksandra Nevskega. [2]
- Relikvije svete blažene princese Agafje Vsevolodovne z družino, svetega mučenika Mitrofana, svetega blaženega kneza Mihaila Georgijeviča (počivajo v eni grobnici v severni steni katedrale).[3]
- Relikvije svetih Simona, Serapiona, Maksima.
- Seznami ikon Matere božje: Vladimirska, Bogoljubska in Maksimovska.[4]

## Galerija
- Pred prezidavo (1880)
- Portal z vrati
- Zvonik
- Tloris